# Meerzander
Der Meerzander (Sander marinus) ist eine der ca. 16 altweltlichen Arten in der Familie Percidae oder „Echten Barsche“.
Peter Simon Pallas beschrieb 1811 in der Zoographia Rossiae Asiaticae (Bd. 3: 243) aus der Kaukasus-Region eine Zander-Art (Perca Labrax), die Brackwasser bevorzugt – 1828 gab ihr Cuvier den jetzt gültigen Namen Sander marinus. Vom europäischen Zander unterscheidet sie sich nicht deutlich: durch etwas breitere Stirn, kleinere Schuppen und dunklere Färbung. Cuvier fügt aber hinzu, dass sie wertvoller sei, weil sie viel besser schmecke. Aufgrund oberflächlicher Merkmalsbeurteilung rechnete man sie später eine Zeitlang zur sonst nordamerikanischen Gattung (derzeit bloß Untergattung) Stizostedion (unabhängig davon, dass von 1963 bis 2006 alle Sander Stizostedion hießen). Infolge Überfischung, aber auch allgemeiner Umwelt-Verschlechterung ist sie nun laut IUCN in der Existenz offenbar bedroht, ohne dass man – mangels Daten – derzeit aber dazu Genaueres sagen könnte (Bogutskaja 2008).

## Merkmale
Der Meerzander (ukr. судак морський oder судак буговець, also Bug-Zander) wurde kaum länger als 60 cm, er erreichte ein Gewicht von 3 kg und ein Alter von über 10 Jahren. Seine Färbung ist ein Graublau, das sich so sehr verdunkeln kann, dass dann die gewöhnlich gut abgegrenzten (meist neun) breiten, dunklen Binden kaum mehr erkennbar sind; der Bauch bleibt in jedem Fall heller. Dazu können noch schwarze Flecken oder Punkte (und Bänder davon auf den Unpaarflossen) kommen. Wie der gewöhnliche Zander hat er auf den Kiefern und Gaumenbeinen (Palatina) einige Fänge (zum Durchbohren der Beute, die „vor Schreck“ oft gleich stirbt. Der Wolgazander (Sander volgensis) und der „Sauger“ (Kanadischer Zander, S. canadensis) haben keine Fänge). Auch die Flossenformel unterscheidet ihn kaum:
D1 XIV, D2 I/22 (sehr eng folgend), A III/11, P 12, V I/5, C 17 (wenn man nur die zerteilten Strahlen zählt; mit Vorstrahlen bis C ~30).
Die Zahl der Schuppen der Seitenlinie (die sich mit drei Ästen auf die Schwanzflosse ausdehnt) beträgt meist über 100. Die Stirn ist deutlich breiter als das Auge, der Rumpf kaum seitlich abgeflacht. Wie viele Pylorus-Schläuche der Meerzander hat, ist unklar (S. lucioperca hat meist 7, S. volgensis 3 (wie andere Percidae), S. canadensis 3–9, S. marinus angeblich 4–6, doch sind 1–3 davon oft „reduziert“). (Meist) sieben Branchiostegal-Strahlen haben alle Zander und überhaupt alle Echten Barsche. Der Kopf ist unbeschuppt (auch dieses Merkmal wurde oft zur Artcharakterisierung verwendet, ist aber bei allen variabel).

## Verbreitung
Dieser Zander kommt nur im Schwarzen und im Kaspischen Meer vor, er ist also eine Art des Brackwassers, in dem er auch laicht. (Er gilt daher in Aserbaidschan, Bulgarien, Iran, Kasachstan, Moldawien, Rumänien, Russland, Turkmenistan und der Ukraine als heimisch. In Faunenlisten der Türkei kommt er nicht vor.) Hier bevorzugt er Meeresteile geringerer Salinität (um 1,5 ‰) und Tiefe (wegen der Produktivität), also z. B. den Küstenabschnitt zwischen Bug- und Dnepr-Mündung. Das nördliche Asowsche Meer sagte ihm besonders zu; im Aralsee scheint er nicht vorgekommen zu sein, selbst als dieser im 19. Jahrhundert noch geringe Salinität (knapp über 1 ‰) aufwies. Er geht zwar auch in die Flussunterläufe, etwa beim Verfolgen von Fischschwärmen, hält sich darin aber nie länger auf.
In Randgebieten der Ostsee lebende Zander gehören dagegen zu Sander lucioperca, der nur im Süßwasser laicht – auch wenn mitunter Zweifel an dieser Art-Unterscheidung aufkommen (schon bei Cuvier, dann wieder bei Ekström 1835. Es ist letztlich in einem solchen Fall Geschmacksache, wo man bestimmte Artgrenzen zieht). Eine genetische Untersuchung der Verwandtschaftsverhältnisse war mangels marinus-Materials nicht möglich (Faber und Stepien 1998).
Wie etliche weitere Fischarten (z. B. Percarina) ist er ein Relikt der tertiären brackigen Paratethys, so dass er nun im Schwarzen Meer auf den nördlichen Teil beschränkt ist, während er in der Kaspisee im südlichen Teil häufiger ist. Er hat also in diesen Gewässern trotz mehrerer Transgressionen stets Teile geringer Salinität vorgefunden. (Gegenwärtig ist er freilich nirgends mehr häufig, vielmehr offenbar „gefährdet“, vielleicht im Freien schon ausgestorben – s. u.)

## Verhalten
Wie alle Zander gilt er in älterer Literatur als vorsichtig, aber „dumm“, gefräßig und ungeschickt. Die Tataren hielten ihn für einen durchs Salzwasser erblindeten Barsch des Asowschen Meeres (in Nordamerika hat die Bezeichnung “wall-eye” (für Sander vitreus) denselben Hintergrund – man deutete den grauen Lichtschein vom Augen-Tapetum als eine Linsentrübung). Seine Hauptnahrung besteht in kleineren Schwarmfischen wie Gobiidae, Atherinidae, Percarina u. Ä., die er, insbesondere in der Jugend, selbst gesellig verfolgt. Daneben schnappt er natürlich alles sich Bewegende von geeigneter Größe auf, im Schwarzen Meer z. B. die Mysida („Garnelen“). Mit zunehmendem Alter wird der vorwiegend dämmerungsaktive Meerzander „benthischer“ (besonders über Fels, Geröll und Sand) und zum Einzelgänger.
Im Frühling kommt es, bevorzugt bei Temperaturen von 13 bis 16 °C, zur Fortpflanzung in den Limanen und in der Nähe von Flussmündungen, wo er meist schon den Winter ziemlich inaktiv zugebracht hatte. Männchen und Weibchen unterscheiden sich äußerlich kaum; die Geschlechtsreife tritt bei etwa 45 cm Länge (Alter 3+ oder 4+) ein. Alte, große Weibchen können Laichmassen von bis zu 126.000 Eiern (Durchmesser 3–4 mm) abgeben. Diese werden in eine vom Männchen etwas hergerichtete Grube abgesetzt (sie kleben an Kieseln und Pflanzenteilen fest) und von ihm bewacht. Die Jungen schlüpfen nach zwei bis zweieinhalb Wochen und leben zunächst noch vom Dottersack, dann von Plankton und Insektenlarven, aber ab 4 cm Länge (da die Schuppen zur Ausbildung gelangen) beginnen sie schon, kleine Fische zu verfolgen (z. B. Clupeonella).

## Gefährdung
Dieser Fisch wurde seit je eifrig befischt und bereits 1892 als „selten“ bezeichnet, doch ist die Beurteilung früherer Verhältnisse kaum möglich, da man die drei osteuropäischen Zanderarten, deren Areale sich ja berühren oder überschneiden, nicht klar unterschied (Grimm 1883). In Bedrängnis kam er aber jedenfalls erst nach dem Zweiten Weltkrieg dank der Industrialisierung: mittelbar durch Salinitäts-Änderungen und Schadstoffe im Wasser, unmittelbar durch Überfischung und, nach dem Erlass von Schutzbestimmungen, auch durch „Wilderei“ sowie durch biozönosenfremde, eingesetzte Arten, deren Einfluss kaum vorhersagbar ist. In den letzten Jahren wurde er kaum mehr gefangen (ähnlich wie Makrele oder Thun im Schwarzen Meer). Doch besteht natürlich großes ökonomisches Interesse, ihn zu fördern und zu erhalten, etwa durch künstliche Zucht, Haltung in Streckteichen oder Gehegen. Man hat angeblich auch schon Samen und befruchtete Eier tiefgefroren.